# Their Social Splash
Pour plus de détails, voir Fiche technique et Distribution.
Their Social Splash est un film muet américain réalisé par Arvid E. Gillstrom et F. Richard Jones, sorti en 1915.

## Synopsis
Inconnu.

## Fiche technique
- Titre : Their Social Splash
- Réalisation : Arvid E. Gillstrom et F. Richard Jones
- Scénario :
- Photographie :
- Montage :
- Musique : Richard Heuberger
- Producteur : Mack Sennett
- Société de production : Keystone Film Company
- Pays d'origine :  États-Unis
- Langue : intertitres en anglais
- Format : Noir et blanc — 35 mm — 1,33:1 — Son : Muet
- Genre : Comédie
- Durée : 10 minutes
- Dates de sortie :
  -  États-Unis : 26 avril 1915

## Distribution
- Slim Summerville : Harold
- Dixie Chene : Gladys
- Charles Murray : Hogan
- Polly Moran : Polly
- Frank Hayes : le père
- Harold Lloyd : le ministre
- Harry Gribbon :
- Mabel Normand : (non crédité)
- Ben Turpin : (non crédité)